# Формула-1 — Гран-прі Іспанії 2007
Гран-прі Іспанії 2007 року — четвертий етап чемпіонату світу з автоперегонів у класі Формула-1, відбувся з 11 по 13 травня 2007 року на трасі Каталунья в Монтмело, неподалік від Барселони (Іспанія). Перемогу на цих перегонах святкував бразилієць Феліпе Масса з команди Феррарі. Масса, як і на попередньому гран-прі Бахрейну, повністю домінував протягом вікенду і став володарем хет-трику у другий раз поспіль: виграв перегони, здобув поул-позишн та виграв спір серед пілотів за найшвидше коло.

## Перед гран-прі
У чемпіонаті пілотів перед гран-прі Іспанії на вершині заліку опинилось відразу три гонщика з однаковою кількістю очок: Фернандо Алонсо, Кімі Ряйкконен та новачок серії Льюїс Хемілтон. Тому гран-прі Іспанії очікувалось з особливим напруженням, до того ж воно відкривало сезон на європейських трасах.

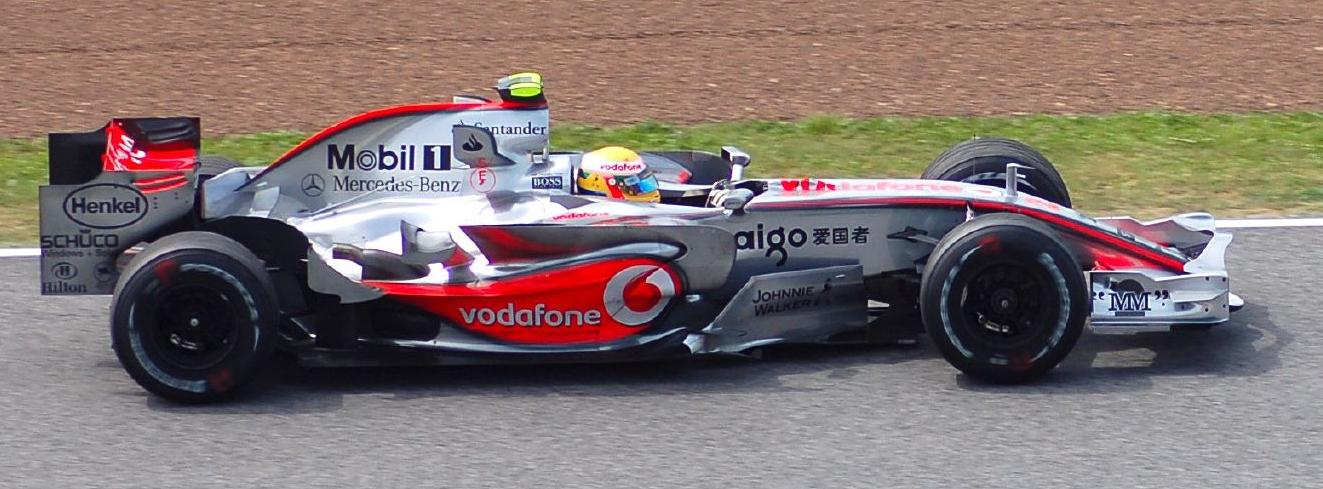
Друге місце Льюїса Хемілтона на гран-прі Іспанії несподівано вивело його у лідери чемпіонських перегонів.

## Класифікація

### Кваліфікація
|    | Пілот               | Команда            | 1 частина | 2 частина | 3 частина |
| -- | ------------------- | ------------------ | --------- | --------- | --------- |
| 1  | Феліпе Масса        | Феррарі            | 1:21.375  | 1:20.597  | 1:21.421  |
| 2  | Фернандо Алонсо     | Макларен-Мерседес  | 1:21.609  | 1:20.797  | 1:21.451  |
| 3  | Кімі Ряйкконен      | Феррарі            | 1:21.802  | 1:20.741  | 1:21.723  |
| 4  | Льюїс Хемілтон      | Макларен-Мерседес  | 1:21.120  | 1:20.713  | 1:21.785  |
| 5  | Роберт Кубіца       | Заубер-БМВ         | 1:21.941  | 1:21.381  | 1:22.253  |
| 6  | Ярно Труллі         | Тойота             | 1:22.501  | 1:21.554  | 1:22.324  |
| 7  | Нік Хайдфельд       | Заубер-БМВ         | 1:21.625  | 1:21.113  | 1:22.389  |
| 8  | Хейкі Ковалайнен    | Рено               | 1:21.790  | 1:21.623  | 1:22.568  |
| 9  | Девід Култхард      | Ред Булл-Рено      | 1:22.491  | 1:21.488  | 1:22.749  |
| 10 | Джанкарло Фізікелла | Рено               | 1:22.064  | 1:21.677  | 1:22.881  |
| 11 | Ніко Росберг        | Вільямс-Тойота     | 1:21.943  | 1:21.968  |           |
| 12 | Рубенс Барікелло    | Хонда              | 1:22.502  | 1:22.097  |           |
| 13 | Такума Сато         | Супер Агурі-Хонда  | 1:22.090  | 1:22.115  |           |
| 14 | Дженсон Баттон      | Хонда              | 1:22.503  | 1:22.120  |           |
| 15 | Ентоні Девідсон     | Супер Агурі-Хонда  | 1:22.295  | нема часу |           |
| 16 | Вітантоніо Ліуцці   | Торо Россо-Феррарі | 1:22.508  | нема часу |           |
| 17 | Ральф Шумахер       | Тойота             | 1:22.666  |           |           |
| 18 | Александр Вюрц      | Вільямс-Тойота     | 1:22.769  |           |           |
| 19 | Марк Веббер         | Ред Булл-Рено      | 1:23.398  |           |           |
| 20 | Адріан Сутіл        | Спайкер-Феррарі    | 1:23.811  |           |           |
| 21 | Крістіан Альберс    | Спайкер-Феррарі    | 1:23.990  |           |           |
| 22 | Скотт Спід          | Торо Россо-Феррарі | нема часу |           |           |

### Перегони
|      | Пілот               | Команда            | Кіл | Час             | Старт | Очок |
| ---- | ------------------- | ------------------ | --- | --------------- | ----- | ---- |
| 1    | Феліпе Масса        | Феррарі            | 65  | 1:31:36.230     | 1     | 10   |
| 2    | Льюїс Хемілтон      | Макларен-Мерседес  | 65  | +6.7            | 4     | 8    |
| 3    | Фернандо Алонсо     | Макларен-Мерседес  | 65  | +17.4           | 2     | 6    |
| 4    | Роберт Кубіца       | Заубер-БМВ         | 65  | +31.6           | 5     | 5    |
| 5    | Девід Култхард      | Ред Булл-Рено      | 65  | +58.3           | 9     | 4    |
| 6    | Ніко Росберг        | Вільямс-Тойота     | 65  | +59.5           | 11    | 3    |
| 7    | Хейкі Ковалайнен    | Рено               | 65  | +62.1           | 8     | 2    |
| 8    | Такума Сато         | Супер Агурі-Хонда  | 64  | +1 коло         | 13    | 1    |
| 9    | Джанкарло Фізікелла | Рено               | 64  | +1 коло         | 10    |      |
| 10   | Рубенс Барікелло    | Хонда              | 64  | +1 коло         | 12    |      |
| 11   | Ентоні Девідсон     | Супер Агурі-Хонда  | 64  | +1 коло         | 15    |      |
| 12   | Дженсон Баттон      | Хонда              | 64  | +1 коло         | 14    |      |
| 13   | Адріан Сутіл        | Спайкер-Феррарі    | 63  | +2 кола         | 20    |      |
| 14   | Крістіан Альберс    | Спайкер-Феррарі    | 63  | +2 кола         | 21    |      |
| схід | Нік Хайдфельд       | Заубер-БМВ         | 46  | коробка передач | 7     |      |
| схід | Ральф Шумахер       | Тойота             | 44  | аварія          | 17    |      |
| схід | Вітантоніо Ліуцці   | Торо Россо-Феррарі | 19  | гідравліка      | 16    |      |
| схід | Скотт Спід          | Торо Россо-Феррарі | 9   | прокол          | 22    |      |
| схід | Кімі Ряйкконен      | Феррарі            | 9   | електрика       | 3     |      |
| схід | Ярно Труллі         | Тойота             | 8   | тиск палива     | 6     |      |
| схід | Марк Веббер         | Ред Булл-Рено      | 7   | трансмісія      | 19    |      |
| схід | Александр Вюрц      | Вільямс-Тойота     | 1   | аварія          | 18    |      |

Найшвидше коло: Феліпе Масса — 1:22.680
Кола лідирування: Феліпе Масса — 55 (1-19, 25-42, 48-65); Льюїс Хемілтон — 8 (20-22, 43-47); Нік Хайдфельд — 2 (23-24).